# Amyris granulata
Amyris granulata là một loài thực vật có hoa trong họ Cửu lý hương. Loài này được Urb. mô tả khoa học đầu tiên năm 1932.